# Systempotentiale
Systempotentiale er et nyopdaget, elektrisk potentiale hos planter. Det opstår og reguleres i forbindelse med såring af planten. Hvis man sårer et blad kan signalstyrken være målbart forskellig over store afstande hos blade, der ikke er blevet såret. Signalstyrken afhænger af arten og mængden af de ekstra kationer (f.eks. calcium-, kalium- eller magnesiumioner) der frigives. Det sker ikke ved en transport af ioner hen over cellemembraner, men derimod aktivering af såkaldte protonpumper. Derved opstår der ændringer i den elektriske spænding, som bliver transmitteret fra blad til skud og videre til det næste blad.  Det nye systempotentiale er fundet hos flere forskellige plantearter: Almindelig Tobak (Nicotiana tabacum), Majs (Zea mays), Almindelig Byg (Hordeum vulgare og Hestebønne (Vicia faba).
Note
1. ↑  Science Daily: Novel Electric Signals In Plants Induced By Wounding Plant